# 节目专用信息
节目专用信息  （Program Specific Information, PSI）是一種有關節目程序與M2T的元數據，在数位电视系统中，指出节目的特别信息，终端机器（如机顶盒）只有通过这些信息才能搜索出节目来。PSI一般包括五者：
- PAT（Program Association Table）
- PMT（Program Map Table）
- NIT（Network Information Table）
- CAT（Condition Access Table）

## 关联条目
- MPEG2-TS
- 服务信息（Service Information）